# ユリウス・アスクレピオドトゥス
ユリウス・アスクレピオドトゥス（Julius Asclepiodotus）は、『ローマ皇帝群像』によると、ルキウス・ドミティウス・アウレリアヌス帝、プロブス帝、ディオクレティアヌス帝の下に仕えたプラエフェクトゥス・プラエトリオ（道長官）であり、また292年の執政官の1人である。296年、彼はカラウシウスとアレクトゥスの違法な規則に従って、西ローマ皇帝コンスタンティウス・クロルスがブリタンニアでローマ帝国の支配を再確立する支援をした。

## 生涯
293年にカラウシウスを暗殺したアレクトゥスは、コンスタンティウスがブリテン島の奪回を目的とした侵攻を行った296年まで、ブリタンニアの支配を保持した。コンスタンティウスがボノニア（現：ブローニュ＝シュル＝メール）から海を渡る間、アスクレピオドトゥスは1艦隊とサン・ダン・サンドヴィルとル・アーヴル近くの都市からの軍団を取り、霧に紛れてワイト島でアレクトゥスの艦隊をすり抜け、おそらくサウサンプトン水路かチチェスター近傍に到着し、アレクトゥスの船を焼き払った。
アレクトゥスは海岸から撤退しようとしたが、コンスタンティウス軍により分断され、敗北した。海峡を渡る間に霧によって主部隊から分かれたコンスタンティウスの部隊は、ロンディニウム（現：ロンドン）でアレクトゥスの残党を捕らえ、虐殺した。このアスクレピオドトゥスはディオクレティアヌス帝の伝記を書いたアスクレピオドトゥスと同一人物の可能性がある。

## 伝説
アスクレピオドトゥスは中世イングランドの伝説で現地のブリテン王として見られる。ジェフリー・オブ・モンマスの著書『ブリタニア列王史（1136年）』は、彼をブリテン人を抑圧したローマ人アレクトゥスに対抗して王位に昇格したコーンウォール公として描いている。彼はロンディニウムの近くでアレクトゥスを破って殺し、自身の軍団で残兵をその地で包囲した。ローマ人たちは最終的にブリテン島からの安全な脱出を条件に降伏し、アスクレピオドトゥスも承諾したが、彼の同盟国ウェネドティアが残兵たちを攻撃し、頭部を切断し、ガロブロック川（現：ウォルブルック川）へと投げ捨てた。アスクレピオドトゥスはその時正式に王となり、10年間公正に統治した。しかしながら、彼の支配はディオクレティアヌス帝時代のキリスト教迫害と同時代であった。ジェフリーは聖アルバンをそのとき殉教させた。これらの残虐行為に対して、コルチェスター公コールはアスクレピオドトゥスに対する反乱を導き、彼を殺し、王冠を奪った。